# Ricki Herbert
Richard Lloyd Herbert, detto Ricki (Auckland, 10 aprile 1961), è un allenatore di calcio ed ex calciatore neozelandese, di ruolo difensore.

## Carriera

### Calciatore

#### Club
A livello di club ha militato principalmente in squadre neozelandesi, in particolare il Mount Wellington, con il quale ha vinto 3 campionati nazionali e due Chatham Cup (la coppa nazionale). Dal 1984 al 1986 ha giocato anche in Inghilterra con il Wolverhampton Wanderers, voluto da Tommy Docherty, che lo aveva in precedenza allenato nel Sydney Olympic, con cui vinse il campionato australiano nel 1983. Ciononostante, l'esperienza inglese fu negativa, in quanto il Wolverhampton, in quel biennio, fu retrocesso per due volte di seguito.

#### Nazionale
Dal 1980 al 1989 è stato convocato nella Nazionale neozelandese, con la quale ha collezionato 61 presenze e segnato 7 gol. Ha disputato tutte le 15 partite di qualificazione al campionato del mondo 1982 in Spagna, a cui ha preso parte. Nella partita iniziale persa con la Scozia entrò in campo come sostituto, ma nelle successive due partite contro Unione Sovietica e Brasile partì da titolare.

### Allenatore
Herbert iniziò ad allenare nel 1990 in Nuova Zelanda, guidando il Papakura City AFC, per proseguire con il Papatoetoe nel 1993. Nel 1996 passò al Central United, portandolo a metà classifica nel campionato neozelandese di quell'anno. Nel 1997 e nel 1998 guidò la squadra alla vittoria di due Chatham Cup e ad un secondo posto in campionato. Nel 1999 riuscì a far ottenere al Central United il titolo di campione della Nuova Zelanda, battendo in finale il Dunedin Technical per 3-1 ai tempi supplementari.
A seguito di questi risultati, nel 1999 fu nominato commissario tecnico della Nazionale neozelandese Under-23, al fine di qualificarla per le Olimpiadi di Sydney. Nel 2003 passò ad allenare la Nazionale neozelandese Under-17, mentre nel 2004 ritornò a guidare la Nazionale olimpica, ma fallì la qualificazione alle Olimpiadi di Atene.
Herbert è stato nominato commissario tecnico della Nazionale di calcio della Nuova Zelanda il 25 febbraio 2005 al posto di Mick Waitt (dopo esserne stato il suo assistente dal 2003), disputando la sua prima partita nel giugno 2005 in un'amichevole contro la Nazionale di calcio dell'Australia 
Durante la sua gestione, la Nuova Zelanda ha ottenuto la sua prima vittoria in Europa, battendo nel maggio 2006 la Nazionale di calcio della Georgia per 3-1 in Germania, ed ha vinto la Coppa delle nazioni oceaniane 2008, che ne ha consentito la partecipazione alla Confederations Cup 2009.
Nel dicembre 2006, dopo la revoca della partecipazione alla A-League del New Zealand Knights FC da parte della Football Federation Australia, Herbert fu incaricato di gestire la squadra (poi sciolta) per le restanti 5 partite del campionato australiano. Nel 2007 fu successivamente nominato allenatore del Wellington Phoenix, mantenendo contemporaneamente la guida della nazionale neozelandese.
Il 14 novembre 2009 la sua nazionale ha battuto agli spareggi il Bahrain per 1-0 qualificandosi ai mondiali 2010 che si terranno in Sudafrica. Questo è il secondo mondiale disputato da Herbert. Il primo lo ha disputato da calciatore durante i mondiali 1982.
L'11 maggio 2010 ha reso nota la lista dei 23 convocati della nazionale neozelandese per i mondiali 2010.
Il 25 febbraio 2013, dopo 6 anni, ha abbandonato la panchina dei Wellington Phoenix, assumendo così in esclusiva il comando della nazionale neozelandese, ma nel novembre dello stesso anno ha rassegnato anche lì le dimissioni dopo la sconfitta per 4-2 subita contro il Messico nello spareggio interzona valido per le qualificazioni al campionato mondiale di calcio 2014.
Il 19 agosto 2014 è stato nominato allenatore del North East United Football Club nella stagione inaugurale dell'Indian Super League.

## Palmarès

### Giocatore

#### Competizioni nazionali
- Chatham Cup: 2

Mount Wellington: 1980, 1982
- Campionato neozelandese: 2

Mount Wellington: 1980, 1982, 1986
- Campionato australiano: 1

Sydney Olympic: 1983

#### Individuale
- Calciatore giovane neozelandese dell'anno: 1980[8]

### Allenatore

#### Competizioni nazionali
- Chatham Cup: 2

Central United: 1997, 1998
- Campionato neozelandese di calcio: 1

Central United: 1999

#### Nazionale
- Coppa d'Oceania: 1

Nuova Zelanda: 2008

#### Individuale
- Allenatore neozelandese dell'anno: 1

2007